# 杨众
杨众（？—？），弘农华阴（今陕西省华阴市）人，太尉杨震曾孙，杨奉之孙，杨敷之子。

## 事蹟
杨众与祖父和父亲一样传习先祖的学业，以谒者仆射的身份随汉献帝西入函谷关，多次升迁至御史中丞。兴平二年，汉献帝率公卿东返，十二月庚申（196年2月10日）晚上，汉献帝与皇后伏寿、董贵人、郭氏赵氏两宫人、太尉杨彪、宗正刘艾、执金吾伏完、侍中种辑、罗邵、尚书文祯、郭浦、中丞杨众、侍郎赵泳、尚书郎冯硕、中官仆射伏德、侍郎王稠、羽林郎侯折、卫将军董承、南郡太守左灵以及数十属吏乘坐同一条船逃过黄河，渡河后，杨众率领官员们的属吏步行跟随汉献帝到太阳县，被任命为侍中。
建安元年八月辛亥（196年9月28日），汉献帝追论东莱太守杨众之前的功劳，封他为蓩亭侯。

## 後代
- 楊文宗，襲封蓩亭侯，女楊艷，為晉武帝皇后[6][7]
- 楊駿，女楊芷，亦是晉武帝皇后[8][9]。夷三族，由同宗楊超，襲封蓩亭侯[10]
- 楊珧
- 楊濟[11]
- 楊氏，張邵母[12]